# جاركو شيشوم
جاركو ششوم (بالسيريلية الصربية: Жарко Шешум) مواليد 16 يونيو 1986 في باتشكا بالانكا، جمهورية يوغوسلافيا الاشتراكية الاتحادية، هو لاعب كرة يد صربي. يلعب حاليا مع فغيش أوف غوبينغن ويحمل الرقم 15. مثل منتخب صربيا لكرة اليد. شارك في دورة الألعاب الأولمبية الصيفية سنة 2012. حقق المركز الأول في ألعاب البحر الأبيض المتوسط 2009.

## سجل المنافسة
شارك في البطولات التالية:
- بطولة أوروبا لكرة اليد للرجال 2012
- بطولة أوروبا لكرة اليد للرجال 2016
- الألعاب الأولمبية الصيفية 2012

## الإنجازات
- الدوري المجري لكرة اليد:
  - الفوز: 2008، 2009، 2010
- كأس أبطال الكؤوس الأوروبية لكرة اليد:
  - الفوز: 2008
- بطولة أوروبا لكرة اليد للرجال:
  - الميدالية الفضية: 2012

## روابط خارجية
- جاركو شيشوم على موقع الاتحاد الأوروبي لكرة اليد (الإنجليزية)
- جاركو شيشوم على موقع اللجنة الأولمبية الدولية (الإنجليزية)
- جاركو شيشوم على موقع أوليمبيديا (الإنجليزية)
- جاركو شيشوم على موقع اللجنة الأولمبية الصربية (الصربية)